# Šehechejanu
Šehechejanu (hebrejsky שהחינו‎, doslova „jenž nás nechal dožít“) je židovské požehnání, které se pronáší při následujících příležitostech:
- na začátku svátku (obvykle při zapálení svíček nebo při kiduši; na Jom kipur se říká v synagoze bezprostředně po modlitbě Kol nidre);
- při setkání s přítelem po nejméně třicetidenním odloučení;
- před prvním jezením sezónního ovoce v dané sezóně (tzv. pri chadaš, nový plod);
- před provedením každoročně se opakující micvy poprvé v daném roce (sezení v suce na Sukot, zapalování chanukové svíce apod.);
- po zakoupení nového předmětu, hodnotného nebo důležitého pro daného člověka (např. šaty);
- při nastěhování do nového domu nebo bytu;
- při narození dítěte;
- před Pidjon ha-ben;
- konvertita říká šehechejanu po ponoření do mikve;
- při jiné dobré události nebo obdržení dobré zprávy;
- někteří mají ve zvyku říkat šehechejanu při požehnání slunce.

## Historie
Modlitba pochází z Talmudu (Brachot 54a, Pesachim 7b, Suka 46a, atp.), pravděpodobně se říkala již dříve, byť v různých variacích. Stala se vyjádřením díků Židů za důležité a podstatné okamžiky.
Existuje řada tradičních melodií i uměleckých hudebních zpracování této modlitby. V chazanské tradici se dochovaly zejména verze pro vysoké svátky (před troubením na šofar a na začátku svátku Jom kipur) a pro chanuku, kdy se požehnání pronáší před shromážděnou obcí. Toto je příklad tradiční aškenázské melodie šehechejanu pro zapalování prvního chanukového světla:

## Text
בָּרוּךְ אַתָּה יהוה אֱלהֵינוּ מֶלֶךְ הָעוֹלָם. שֶׁהֶחֱיָנוּ וְקִיְּמָנוּ וְהִגִּיעָנוּ לַזְּמַן הַזֶּה׃
‎
Baruch ata Adonaj, elohejnu, melech ha-olam, še-hechejanu ve-kijmanu ve-higi'anu la-zman ha-ze.

### Překlad
- Požehnaný jsi Ty, Hospodine, Bože náš, Králi všehomíra, že jsi nám dopřál dožít se, dočkat se a dosáhnout tohoto času.[2]

Jiné překlady zohledňují, že v hebrejském textu jsou použita slovesa ve tvaru třetí osoby (nistar):
- Buď požehnán, Hospodine, Bože náš, králi světa, jenž nám dopřál dožít se, existovat a dosáhnout této doby.[3][4]
- Pochválen budiž, Hospodine, Bože náš, králi světa, Jenž nám popřál dožíti se a dočkati se a dosáhnouti doby této.[5]

## Historické události
Deklarace nezávislosti Státu Izrael byla veřejně přečtena ve čtyři hodiny odpoledne 14. května 1948 v Tel Avivu, před vypršením Britského mandátu. Poté, co David Ben Gurion přečetl deklaraci nezávislosti, rabín Fishman pronesl modlitbu Šehechejanu a deklarace byla podepsána. Slavnostní ceremonie byla zakončena zpěvem Hatikvy (izraelské hymny).